# Varanus cerambonensis
Varanus cerambonensis är en ödleart som beskrevs av Philipp, Böhme och Ziegler 1999. Varanus cerambonensis ingår i släktet Varanus och familjen Varanidae. Inga underarter finns listade i Catalogue of Life.
Arten förekommer på öar i Indonesien väster om Nya Guinea och kanske på Nya Guinea. Honor lägger ägg.